# الوكالة الوطنية للسلامة المعلوماتية
الوكالة الوطنية للسلامة المعلوماتية (بالفرنسية: Agence nationale de la sécurité informatique)‏ هي وكالة تونسية متخصصة في السلامة المعلوماتية. يرجع تأسيس بذرتها الأولى إلى 1999، وبعثت كوكالة رسميا في 2004. 

تقع الوكالة تحت إشراف وزارة تكنولوجيا المعلومات والاتصال والاقتصاد الرقمي.

## التاريخ
في 1999، تم إحداث «وحدة تصرف حسب الأهداف لإنجاز مشروع تطوير السلامة الإعلامية»، تخضع لإشراف كتابة الدولة للإعلامية وتضطلع بمتابعة آخر التطورات المتعلقة بمجال السلامة المعلوماتية والسهر على تحسين سلامة التطبيقات والبنى التحتية الوطنية الحساسة، وذلك طبقا للأمر عدد 2768 لسنة 1999 المؤرخ في 6 ديسمبر 1999.

في 2002، تم تحوير دور وهيكلة الوحدة إلى «إدارة عامة»، تضطلع (إضافة إلى المهام الموكولة لها) بتطوير إستراتيجية وطنية ومخطط وطني في مجال السلامة المعلوماتية.

في 2003، عبر قرار رئاسي من الرئيس زين العابدين بن علي تم إقرار إحداث وكالة مهمتها تطوير آليات الحماية ووضع برامج التدقيق وتفعيل التكوين والرسكلة في مجال السلامة المعلوماتية.

في 2004، تم إحداث الوكالة الوطنية للسلامة المعلوماتية طبقا للقانون عدد 5 لسنة 2004 المؤرخ في 3 فبراير 2004.

## المهام
تتمثل مهام الوكالة في:
- وضع مقاييس خاصة بالسلامة المعلوماتية وإعداد أدلة فنية في الغرض والعمل على نشرها.
- العمل على تشجيع تطوير حلول وطنية في مجال السلامة المعلوماتية وإبرازها وذلك وفق الأولويات والبرامج التي يتم ضبطها من قبل الوكالة.
- المساهمة في دعم التكوين والرسكلة في مجال السلامة المعلوماتية.
- السهر على تنفيذ التراتيب المتعلقة بإجبارية التدقيق الدوري لسلامة النظم المعلوماتية والشبكات.
- مراقبة عامة للنظم المعلوماتية والشبكات الراجعة بالنظر إلى مختلف الهياكل العمومية والخاصة.
- السهر على تنفيذ التوجهات الوطنية والإستراتيجية العامة لسلامة النظم المعلوماتية والشبكات.
- متابعة تنفيذ الخطط والبرامج المتعلقة بالسلامة المعلوماتية في القطاع العمومي باستثناء التطبيقات الخاصة بالدفاع والأمن الوطني والتنسيق بين المتدخلين في هذا المجال.
- ضمان اليقظة التكنولوجية في مجال السلامة المعلوماتية.

## مقالات ذات صلة
- أمن الحاسوب

## روابط خارجية
- الموقع الرسمي للوكالة.